# لقمة عظم العضد

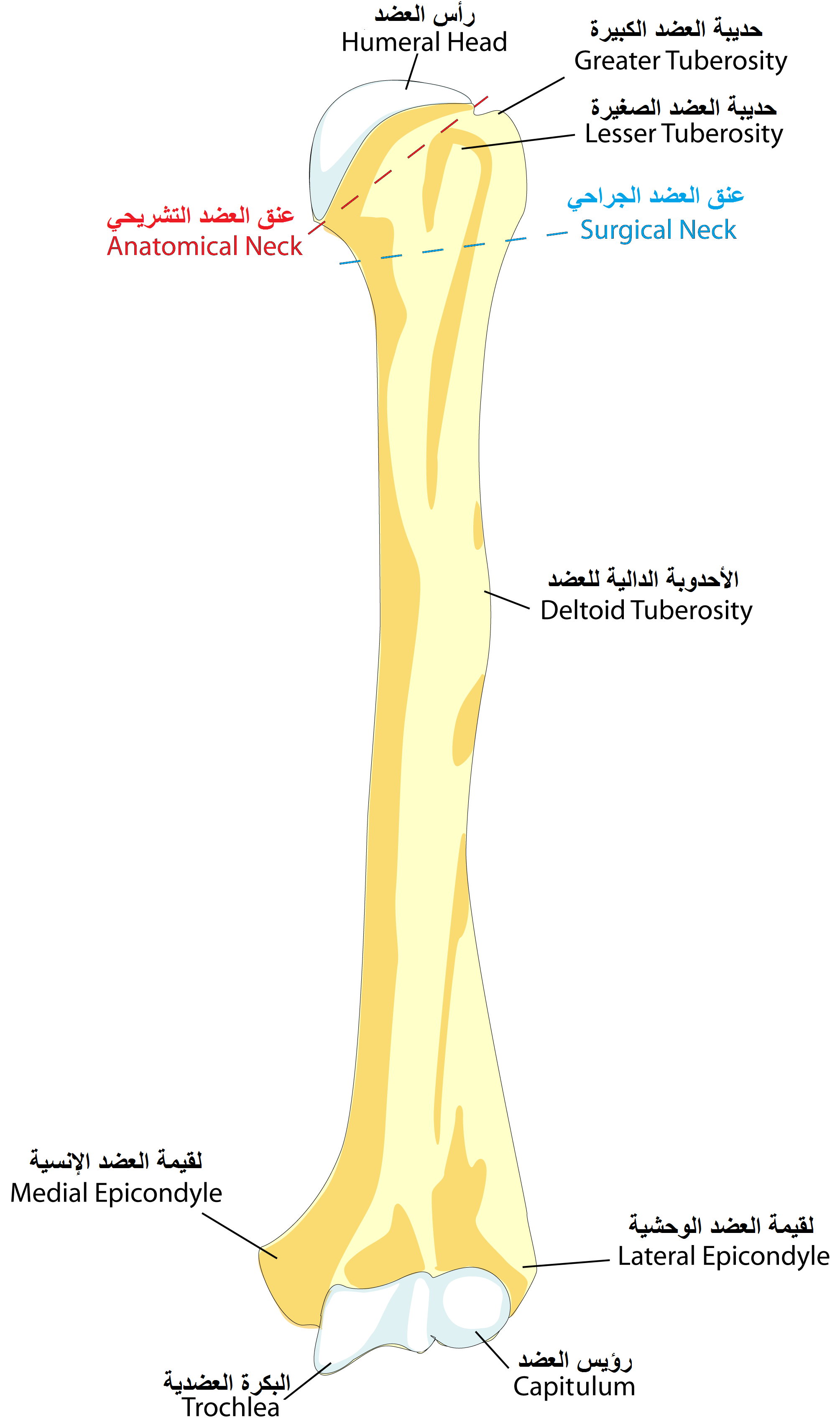
عظم العَضُد

لقمة عظم العضد (بالإنجليزية: Condyle of Humerus)‏ هي النهاية البعيدة لعظم العضد، وتتكون من بكرة، ورؤيس طرفي، وزج، وحفرة تاجية، وحفرة كعبرية. تحتوي اللقمة على سطحين مفصليين: رأس وحشي للتمفصل مع رأس الكعبرة، ورأس إنسي على شكل بكرة للتمفصل مع الطرف القريب (شق البكرة) من عظم الزند. يوجد اثنان من الحفريات (المجوفة) ظهرًا إلى ظهر أعلى من البكرة العضدية، مما يجعل اللقمة رقيقة جدًا بين اللقيمة. من الناحية الأمامية، تستقبل الحفرة التاجية الناتئ الإكليلي للزند أثناء الثني الكامل للكوع. من الناحية الخلفية تستوعب الحفرة الزجية النتوء المرفقي للزند أثناء التمديد الكامل للكوع. للأعلى من الرأس الأمامي، تستوعب الحفرة الكعبرية حافة رأس الكعبرة عند ثني الساعد بالكامل.